# Тодор Дочев (офицер)
Тодор Цонев Дочев е български офицер, генерал-майор.

## Биография
Роден е на 24 април 1963 г. в новопазарското село Тодор Икономово. През 1981 г. завършва Политехническата гимназия „Хан Исперих“ в Нови пазар.
През 1986 г. завършва Висшето народно военноартилерийско училище „Георги Димитров“ в Шумен със специалност „Автоматизирани системи за управление за ПВО на ВВС“. Започва да служи като старши техник на АСУ в поделение 34820 в Батак, като през 1987 г е повишен в началник на АСУ. От 1989 до 1990 г. е командир на взвод в трети дивизион на военното училище в Шумен ВНВАУ „Панайот Волов“. От 1990 до 1991 г. е Временно изпълняващ длъжността преподавател в катедра „Радиолокация“ в същото училище, а от 1991 до 1992 г. е редовен преподавател. Между 1993 и 1995 г. е редовен аспирант във Военната академия в София и в Техническия университет в София. В периода 1994 – 1997 г. учи задочно във Висшето военноморско училище „Никола Вапцаров“ във Варна специалност „Радиолокация и радионавигация за ВМС“. От 1995 г. до 1997 г завършва Командно-щабния факултет на Военна академия „Г. С.Раковски“, специалност „Командно-щабна, оперативно-тактическа, ПВО (СВ)“. От 1997 до 1998 г е старши помощник-началник на отделение „Планиране“ за планиране и управление на поделение 44130, Божурище. От 1998 до 2000 г. е командир на поделение 28540 РТ батальон, в село Труд, община Пловдив. Между 2000 и 2003 г. е старши-помощник началник на отдел „Въздушен и морски суверенитет“ в Главното оперативно управление на Генералния щаб. През 2003 г. е назначен за старши национален представител и командир на контингент ISAF в Афганистан за период от 6 месеца. През 2004 г е оперативен офицер в Групата за управление контингента в Ирак за 6 месеца. От 2004 до 2005 г. е заместник-старши национален представител и командир на контингент в мисиите SFOR и EUFOR в Босна и Херцеговина. Между 2005 и 2006 г. е старши помощник-началник на отдел в Главното оперативно управление на Генералния щаб. От 2006 г. до 2008 г е началник на сектор „Военни училища“ в управление „Личен състав“ на Генералния щаб. От 2009 г. до 2010 г е началник на сектор „Образование“ в дирекция „Управление на Човешки ресурси“ в Министерство на отбраната. През 2011 г. завършва специалността „Стратегическо ръководство на отбраната и въоръжените сили“ във факултет „Национална сигурност и отбрана“ на Военната академия. В периода 2011 – 2014 г. е заместник-началник на Национален военен университет (по Военновъздушните сили). За кратко през 2014 г. е заместник-началник на Националния военен университет.
С указ № 145 от 30 август 2014 г. полковник Тодор Дочев е назначен на длъжността началник на Националния военен университет „Васил Левски“ и удостоен с висше офицерско звание бригаден генерал, считано от 9 юни 2014 г.
С указ № 73 от 30 април 2015 г. е освободен от длъжността началник на Националния военен университет „Васил Левски“, назначен на длъжността началник на Военната академия „Г. С. Раковски“ и удостоен с висше офицерско звание генерал-майор, считано от 30 юни 2015 г.
С указ от 8 ноември 2016 г. е освободен от длъжността началник на Военна академия „Г. С. Раковски“ и назначен на длъжността заместник-командващ на Съвместното командване на силите. Встъпва в длъжност на 15 ноември 2016 г. и служи на нея до 15 януари 2018 година, освободен с указ №10 на президента на Република България.
Генерал-майор Дочев заема длъжността аташе по отбраната в Москва, с мандат от май 2018 г. до май 2021 г.
От 28 май 2021 г до 15 март 2022 г е в разпореждане по специален щат на министъра на отбраната № А-918 при Съвместното командване на силите. На 1 март 2022 г. е назначен на длъжността началник на Военна академия „Г. С. Раковски“, считано от 15 март 2022 г. На 24 април 2024 г. е освободен от длъжността и от военна служба.
Владее английски и руски език.
Женен с едно дете.

## Образование
- Политехническа гимназия „Хан Исперих“- Нови пазар (1978 – 1981)
- ВНВАУ „Георги Димитров“, специалност „Автоматизирани системи за управление за ПВО на ВВС“ (1981 – 1986)
- ВВМУ „Никола Вапцаров“, специалност „Радиолокация и радионавигация за ВМС“ (1994 – 1997)
- Военна академия „Г. C. Pаковски“, специалност „Командно-щабна, оперативно-тактическа, ПВО (СВ)“ (1995 – 1997)
- Военна академия „Г. C. Pаковски“, специалност „Стратегическо ръководство на отбраната и ВС“ (2010 – 2011)
- Обучаван в Колежа по отбрана на Нидерландия в гр. Делфт.
- Завършил е училището на ООН в гр. Амерсфорт, Нидерландия
- курс за лидери на 21 век в център „Джордж Маршал“ в Германия.
- Получил е квалификация в Канада и Турция.

## Награди
- Награден знак „За вярна служба под знамената – ІІІ степен“,
- Награден знак „За вярна служба под знамената – ІІІ степен“,
- Медал „За отлична служба – І степен“,
- Медал за участие в мисия ISAF,
- Медал за участие в мисия SFOR,
- Медал за участие в мисия EUFOR,
- Златен медал от Общобългарския комитет „Васил Левски",
- Награден знак „За вярна служба под знамената“ – І степен (2018),
- Предметна награда „Сувенирен меч в кожена кания“ от Началника на отбраната,
- Художествена картина и представителен знак на Съвместното командване на силите от СКС
- почетен знак и грамота от командващия Сухопътни войски,
- медал от Министерството на отбраната на Кралство Нидерландия.

## Военни звания
- Лейтенант (1986)
- Старши лейтенант (1989)
- Капитан (1993)
- Майор (1997)
- Подполковник (2000)
- Полковник (2006)
- Бригаден генерал (9 юни 2014)
- Генерал-майор (30 юни 2015)